# Diocesi di Tagum
La diocesi di Tagum (in latino: Dioecesis Tagamna) è una sede della Chiesa cattolica nelle Filippine suffraganea dell'arcidiocesi di Davao. Nel 2022 contava 1.384.000 battezzati su 1.892.604 abitanti. È retta dal vescovo Medel Sacay Aseo.

## Territorio
La diocesi comprende le province filippine di Davao del Norte (ad eccezione del comune di Samal) e di Compostela Valley sull'isola di Mindanao.
Sede vescovile è la città di Tagum, dove si trova la cattedrale di Cristo Re.
Il territorio si estende su 8.090 km² ed è suddiviso in 89 parrocchie.

## Storia
La prelatura territoriale di Tagum fu eretta il 13 gennaio 1962.
L'11 ottobre 1980 la prelatura territoriale è stata elevata a diocesi con la bolla Qui in Beati Petri di papa Giovanni Paolo II.
Il 16 febbraio 1984 ha ceduto una porzione del suo territorio a vantaggio dell'erezione della diocesi di Mati.

## Cronotassi dei vescovi
Si omettono i periodi di sede vacante non superiori ai 2 anni o non storicamente accertati.
- Joseph William Regan, M.M. † (1º febbraio 1962 - 16 maggio 1980 ritirato)
- Pedro Rosales Dean (23 luglio 1980 - 12 ottobre 1985 nominato arcivescovo di Palo)
- Wilfredo Dasco Manlapaz (31 gennaio 1986 - 7 aprile 2018 ritirato)
- Medel Sacay Aseo, dal 7 aprile 2018

## Statistiche
La diocesi nel 2022 su una popolazione di 1.892.604 persone contava 1.384.000 battezzati, corrispondenti al 73,1% del totale.
| anno | popolazione | popolazione | popolazione | presbiteri | presbiteri | presbiteri | presbiteri                | diaconi | religiosi | religiosi | parrocchie |
| anno | battezzati  | totale      | %           | numero     | secolari   | regolari   | battezzati per presbitero | diaconi | uomini    | donne     | parrocchie |
| ---- | ----------- | ----------- | ----------- | ---------- | ---------- | ---------- | ------------------------- | ------- | --------- | --------- | ---------- |
| 1970 | 490.000     | 565.000     | 86,7        | 76         | 41         | 35         | 6.447                     |         | 36        | 60        | 22         |
| 1980 | 691.000     | 860.000     | 80,3        | 34         | 21         | 13         | 20.323                    |         | 18        | 83        | 23         |
| 1990 | 781.000     | 891.000     | 87,7        | 41         | 37         | 4          | 19.048                    |         | 9         | 69        | 19         |
| 1999 | 995.000     | 1.381.129   | 72,0        | 64         | 62         | 2          | 15.546                    |         | 6         | 97        | 21         |
| 2000 | 995.016     | 1.381.145   | 72,0        | 66         | 66         |            | 15.076                    |         | 2         | 99        | 23         |
| 2001 | 1.035.114   | 1.422.579   | 72,8        | 77         | 77         |            | 13.443                    |         | 2         | 88        | 26         |
| 2002 | 1.106.332   | 1.576.282   | 70,2        | 76         | 76         |            | 14.557                    |         | 1         | 110       | 30         |
| 2003 | 1.106.481   | 1.576.559   | 70,2        | 77         | 75         | 2          | 14.369                    |         | 2         | 116       | 30         |
| 2004 | 1.106.500   | 1.577.000   | 70,2        | 78         | 75         | 3          | 14.185                    |         | 3         | 123       | 30         |
| 2010 | 1.203.568   | 1.738.000   | 69,3        | 95         | 93         | 2          | 12.669                    |         | 2         | 109       | 39         |
| 2014 | 1.431.000   | 1.595.000   | 89,7        | 100        | 97         | 3          | 14.310                    |         | 3         | 120       | 27         |
| 2017 | 1.503.040   | 1.751.935   | 85,8        | 122        | 118        | 4          | 12.320                    |         | 4         | 102       | 48         |
| 2020 | 1.574.390   | 1.835.000   | 85,8        | 109        | 106        | 3          | 14.443                    |         | 8         | 107       | 68         |
| 2022 | 1.384.000   | 1.892.604   | 73,1        | 112        | 108        | 4          | 12.357                    | 2       | 5         | 48        | 89         |